# 프라세오디뮴

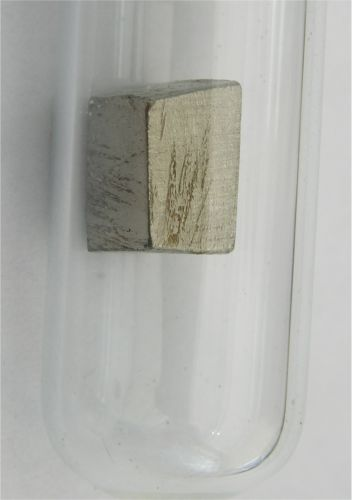

프라세오디뮴(←영어: praseodymium 프레이지어디미엄[*]) 또는 프라세오딤(←독일어: Praseodym 프라제오딤[*])은 화학 원소로 기호는 Pr(←라틴어: praseodymium 프라세오디미움[*]), 원자 번호는 59이다. 프라세오디뮴은 자연적으로 항상 다른 희토류 원소들과 함께 발견된다. 프라세오디뮴은 4번째로 흔한 희토류 원소이다. 대부분의 희토류 원소들처럼 프라세오디뮴은 수용액에서 유일하게 안정한 상태의 산화수인 +3의 산화수를 갖는다. 그러나 +4의 산화수를 갖는 경우도 몇몇 고체 화합물에서 찾을 수 있고 다른 란타넘족 원소들과 다르게 특별하게 +5의 산화수도 가질 수 있다. 프라세오디뮴은 산화되면 표면이 노란색이 된다. 이로 인해 노란색 안료로 쓰인다. 프라세오디뮴의 많은 공학적 이용은 광원에서 노란빛을 걸러내는 것을 포함한다.

## 발견
1885년 오스트리아의 벨스바흐가 디디뮴(네오디뮴과 프라세오디뮴의 화합물)을 질산암모늄을 이용하여 네오디뮴과 프라세오디뮴으로 분리, 이때 분리된 2종의 원소중 미발견된 원소 한 종을 프라세오디뮴이라 명명하였다.

## 성질 및 이용
프라세오디뮴은 란타넘족의 세번째 원소이다. 주기율표상에서 세륨의 오른쪽에, 네오디뮴의 왼쪽에 위치하며 악티늄족 원소인 프로트악티늄 위에 위치한다. 이론적으로 프라세오디뮴의 모든 5개의 외곽 전자들은 원자가 전자 역할을 할 수 있지만 이 5개를 전부 반응에 사용하려면 극단적인 조건이 필요하다. 일반적으로 화학반응에서 프라세오디뮴은 전자를 3개 또는 4개 내놓는다. 프라세오디뮴은 전자배치가 쌓음 원리에 따르는 첫번째 란타넘족 원소이다. 쌓음 원리 - 즉 4f 오비탈이 5d 오비탈보다 낮은 에너지 준위를 갖는 것을 예측할 수 있도록 하는 원리 - 는 란타넘이나 세륨에는 사용하지 않는다. 그 이유는 4f 오비탈의 순간적인수축은 란타넘에서는 일어나지 않고 세륨에서는 그 정도가 미미하여 아직 5d 전자껍질이 채워지는 것을 방지하지는 못한다. 고체 프라세오디뮴은 모든 3가의 란타넘족 원소들처럼 5d 껍질에 1개의 전자가 있는 전자 배치를 가진다(유로퓸과 이터븀은 제외한다. 이들은 고체상태에서는 2가의 산화수도 갖기 때문이다.). 대부분의 란타넘족 원소들처럼프라세오디뮴은 일반적으로 3개의 전자만 반응에 참여해야 한다. 그 이유는 4f 오비탈의 구조적인 특징 때문이다. 그럼에도(아주 특별한 경우이긴 하지만) +4, +5까지의 산화수도 가질 수 있는 이유는 란타넘족 원소들 중 가장 처음에 가깝기 때문에 핵전하가 충분히 낮고 4f 껍질의 에너지가 전자들을 원자가 전자로써 반응에 참여시킬 수 있을 만큼 높아서 그렇다. 3가의 란타넘족 원소들처럼 프라세오디뮴은 상온에서 이중 조밀육방격자 구조를 가지고 있다. 560 °C에서는 면심입방격자 구조를, 체심입방격자 구조는 935 °C이하의 온도에서 짧게 나타난다. 프라세오디뮴은 모든 란타넘족 원소들처럼(4f 오비탈이 하나도 안 채워진 란타넘과 다 채워진 이터븀과 루테튬 제외)상온에서 상자성을 띤다. 하지만 낮은 온도에서 강자성이나 반강자성을 띠는 다른 란타넘족 원소들과 달리 프라세오디뮴은 1 K 이상인 온도에서 모두 상자성을 띤다. 프라세오디뮴은 본래 은백색의 광택이 있으나, 공기중에 방치하면 산화하여 황백색을 띈다. 아연보다 단단하며, 뜨거운 물과 반응하면 수소 기체를 발생시킨다. 보통 산화수는 ＋3가이다. 염화프라세오디뮴무수물의 융해염 전기분해, 또는 알칼리금속에 의한 환원(還元)에 의하여 얻는다. 철강·비철금속재료용 첨가제로 사용된다. 녹는점은 935°C이며, 끓는점은 3127°C이다.